# Platysuchus
Platysuchus es un género extinto de crocodiliforme perteneciente a la familia de los teleosáuridos que vivió durante el Jurásico Inferior (etapa del Toarciano). Todos los especímenes conocidos se han encontrado en Alemania.